# 가솔린 맬러드
가솔린 맬러드(영어: Gosalyn Mallard)는 디즈니의 애니메이션 시리즈 '오리형사 다크"에 등장하는 가공의 인물이다.